# کارتون نتورک (عربی)
{{Infobox TV channel
| name             = کارتون نتورک عربی
کرتون نتورک بالعربیة
| logofile         = Cartoon_Network_Arabic_logo.png
| logosize         = 165px
| launch           = ۱۰ اکتبر ۲۰۱۰
| slogan           = "کرتون نتورک هی العنوان"
(Cartoon Network is the address)
| picture format   = ۱۶:۹ (۵۷۶آی اس‌دی‌تی‌وی)
(۲۰۱۴–تاکنون)
نسبت تصویر (۵۷۶آی اس‌دی‌تی‌وی)
(۲۰۱۰–۲۰۱۴)
| owner            = برادران وارنر
| language         = زبان عربی
| country          = امارات متحده عربی، مصر و عربستان سعودی
| broadcast area   = منا (به استثنای اسرائیل، ترکیه، ایران و قبرس) 
- مصر
- لبنان
- سوریه
- تشکیلات خودگردان فلسطین
- امارات متحده عربی
- عمان
- قطر
- عربستان سعودی
- بحرین
- کویت
- عراق
- یمن
- اردن
- الجزایر
- لیبی
- مراکش
- تونس
- موریتانی
- سودان
- عربستان سعودی
- ایران

کارتون نت ورک عربی یک کانال تلویزیونی رایگان برای کودکان و نوجوانان شبکه کارتون است که برای مخاطبان عرب در سراسر خاورمیانه و آفریقای شمالی پخش می شود و نسخه رسمی شبکه کارتون به زبان عربی است. این کانال متعلق به Turner Broadcasting System EMEA ، زیرمجموعه شرکت مادر تایم وارنر است. این کانال در 10 اکتبر 2010 در امارات متحده عربی در ساعت 10:10 صبح به وقت عربستان سعودی راه اندازی شد [1] [2] ، همزمان با راه اندازی کانال همزمان با افتتاح دفاتر پخش ترنر سیستم جدید در دبی مدیا سیتی ، عربستان سعودی ، مالک کانال محلی شعبه خاورمیانه شرکت تایم وارنر. [3]تورک عربی یا خاورمیانه به انگلیسی (cartoon network arabic)یک کانال تلویزیونی برای کودکان و نوجوانان جهان عرب در خاورمیانه و شمال آفریقا به جز (ایران، قبرس، ترکیه و اسرائیل) می‌باشد.این کانال به صورت دو نسخه می‌باشد که یکی به صورتHD به زبان عربی و دیگری با اشتراک پکیج Belin که به دو زبان عربی و انگلیسی پخش نش شود این کانال در ۱۰ اکتبر ۲۰۱۰ در ساعت ۱۰:۱۰ آغاز به کار کرد. همچنین این کانال از سال ۲۰۱۹ توسط شرکت برادران وانر در خاورمیانه اداره می‌شود.